# Zelowan etruricassis
Zelowan etruricassis Murphy & Russell-Smith, 2010 è un ragno appartenente alla famiglia Gnaphosidae.

## Etimologia
Il nome della specie deriva dal latino Etruria, che indica il territorio dell'antico popolo etrusco, e cassis, cioè elmo, in riferimento al profilo dell'epigino femminile visto ventralmente, che rassomiglia ad un elmo etrusco visto frontalmente.

## Caratteristiche
L'olotipo femminile rinvenuto ha lunghezza totale è di 4,42mm; la lunghezza del cefalotorace è di 1,32mm; e la larghezza è di 1,06mm.

## Distribuzione
La specie è stata reperita nel Congo centrale: l'olotipo femminile è stato rinvenuto nella località di Coquilhartville, 20 chilometri a nord della città di Ikela, appartenente alla provincia dell'Equatore.

## Tassonomia
Al 2016 non sono note sottospecie e dal 2010 non sono stati esaminati nuovi esemplari.